# Рослинна дієта
Рослинна дієта — дієта, яка складається переважно або повністю з продуктів рослинного походження. Він охоплює широкий спектр дієтичних моделей, які містять низьку кількість продуктів тваринного походження та велику кількість багатих на клітковину рослинних продуктів, таких як овочі, фрукти, цільні зерна, бобові, горіхи, насіння, трави та спеції. Рослинні дієти також можуть бути веганськими або вегетаріанськими, але не обов'язково, оскільки вони визначаються з точки зору високої частоти споживання рослинної та низької частоти споживання тваринної їжі.

## Термінологія
Авторство терміна «рослинна дієта» приписують біохіміку Корнельського університету Т. Коліну Кемпбеллу, який представив своє дослідження дієти в Національному інституті здоров'я США в 1980 році. Дослідження Кемпбелла про рослинну дієту почерпнуто з «Китайського проекту», десятирічного дослідження дієтичних практик у сільській місцевості Китаю, надавши докази того, що дієта з низьким вмістом тваринного білка та жиру та високим вмістом рослинної їжі може зменшити захворюваність на кілька хвороби. 2005 року Кемпбелл і його син опублікували «Китайське дослідження», бестселер, у якому наголошується на потенційних перевагах рослинної дієти для здоров'я. Також Кемпбелл використовував концепцію рослинного походження, щоб пояснити споживачам, що вживання м'яса має значні наслідки для навколишнього середовища.
Деякі автори розрізняють дієти, які є «рослинними» або «тільки рослинними». Рослинну дієту можна визначити як споживання продуктів рослинного походження, які пройшли мінімальну обробку.
Огляд, що аналізує використання терміна «рослинна дієта» в медичній літературі, показує, що в 50 % клінічних випробувань цей термін використовується як синонім з веганською, що означає, що інтервенційна дієта не включала продукти тваринного походження. 30 % досліджень включали молочні продукти і 20 % м'ясо.
У 2021 році Всесвітня організація охорони здоров'я (ВООЗ) заявила, що «рослинні дієти становлять різноманітний діапазон дієтичних моделей, які наголошують на продуктах, отриманих з рослинних джерел, у поєднанні з меншим споживанням або виключенням продуктів тваринного походження. Вегетаріанські дієти утворюють підмножину рослинних дієт дієти, які можуть виключати споживання деяких або всіх форм їжі тваринного походження». ВООЗ перераховує флекситаріанську, лакто-вегетаріанську, лакто-ово-вегетаріанську, ово-вегетаріанську, пескатаріанську та веганську дієти як рослинні.
Оглядова стаття 2023 року визначила рослинну їжу як «схему харчування, в якій продукти тваринного походження повністю або здебільшого виключаються».
У 2024 році Міжнародна організація стандартизації розробила проект стандарту ISO 8700 «Продукти рослинного походження та харчові інгредієнти — визначення та технічні критерії для маркування та заяв».

## Мотивація та поширеність
Станом на початок ХХІ століття, за оцінками, близько 4 мільярдів людей живуть переважно на рослинній дієті, деякі за власним вибором, а деякі через обмеження, спричинені нестачею сільськогосподарських культур, прісної води та енергоресурсів. Головними мотивами дотримання рослинної дієти є прагнення до здоров'я, смак, добробут тварин, турбота про навколишнє середовище та втрата ваги. У США люди вживають індивідуальних заходів щодо зміни клімату через свій раціон. 26 % тих, хто їсть рослинну дієту, тому що вони «стривожені» щодо глобального потепління — визначені Єльською програмою з комунікацій щодо зміни клімату як ті, хто «переконаний, що глобальне потепління відбувається, спричинене людиною, невідкладно загроза» — і 27 % їдять рослинну дієту, тому що вони «занепокоєні» — вони вважають, що глобальне потепління є реальною та серйозною загрозою, яку люди спричиняють це, але вони вважають, що кліматичні наслідки залишаються досить далеко в майбутньому, тому це питання нижчого пріоритету.

## Рекомендації та дослідження в галузі охорони здоров'я

Позиція країн щодо вегетаріанської дієти в рамках їх дієтичних рекомендацій, заснованих на харчових продуктах:

Рослинні дієти представляють інтерес для профілактики та лікування хронічних захворювань. Британська дієтологічна асоціація заявила, що рослинна дієта «може підтримувати здоровий спосіб життя в будь-якому віці та на будь-якому етапі життя», але, як і будь-яка дієта, її слід правильно спланувати. Уряд Канади та Heart and Stroke Foundation of Canada випустили рекомендації на 2024 рік щодо планування їжі з джерелами рослинного білка, включаючи ідеї меню для заміни м'яса рослинною їжею.

### Якість дієти
Не всі продукти рослинного походження однаково корисні для здоров'я. Скоріше, здоровим можна вважати рослинний раціон, що включає цільні зерна як основну форму вуглеводів, ненасичені жири як основну форму харчових жирів, велику кількість фруктів і овочів, а також достатню кількість n-3 жирних кислот.
Оскільки оброблені рослинні продукти, такі як веганські котлети для бургерів або курячі нагетси, стають все більш доступними, існує також побоювання, що рослинна дієта, яка включає ці продукти, може стати менш корисною для здоров'я.
На практиці лакто-ово вегетаріанці або вегани мають вищу загальну якість харчування порівняно з невегетаріанцями. Причиною цього є більш чітке дотримання рекомендацій організацій охорони здоров'я щодо споживання фруктів, цільного зерна, морепродуктів, рослинного білка і натрію. Вища якість харчування вегетаріанців і веганів може пояснити деякі позитивні результати для здоров'я порівняно з невегетаріанцями.

### Вітамін В12
Їжа рослинного походження за замовчуванням не є надійним джерелом вітаміну B12. Нестача B12 пов'язана з рядом станів і є важливою для здоров'я людини. Ті, хто дотримується повністю рослинної дієти, повинні забезпечити достатнє споживання B12 через добавки або споживання збагачених продуктів, таких як збагачене рослинне молоко або йогурти, харчові дріжджі або збагачені злаки.
Навіть ті, хто дотримується рослинної дієти з невеликою кількістю продуктів тваринного походження, піддаються підвищеному ризику споживання B12 нижче рекомендованого без добавок або регулярного споживання збагаченої їжі.

### Вага
Спостережні дослідження показують, що вегетаріанська дієта споживає менше енергії, ніж невегетаріанська, і що в середньому вегетаріанці мають нижчий індекс маси тіла, ніж невегетаріанці.
Два огляди попередніх досліджень показали, що вегетаріанська дієта, яка практикується протягом 18 тижнів або довше, знижує вагу тіла в діапазоні 2—3 кілограми (4,4—6,6 фунт), при веганській дієті протягом 12 тижнів або довше зі зменшенням ваги тіла на 4 кг.
У людей, які страждають ожирінням, огляд 2022 року показав, що рослинні дієти покращують контроль ваги, ліпопротеїни низької густини і загального холестерину, кров'яний тиск, резистентність до інсуліну та рівень глюкози натще.

### Цукровий діабет
Деякі огляди показують, що рослинна дієта, включаючи фрукти, овочі, цільні зерна, бобові та горіхи, пов'язана з меншим ризиком діабету.
Таким чином, вегетаріанські та веганські дієти знаходяться на стадії клінічних досліджень, щоб визначити потенційний вплив на діабет 2 типу, з попередніми результатами, що демонструють покращення маси тіла та біомаркерів метаболічного синдрому.
Коли основна увага приділялася цілісним харчовим продуктам, відбулося покращення біомаркерів діабету, у тому числі зменшення ожиріння. У хворих на діабет рослинна дієта також асоціювалася з покращенням емоційного та фізичного самопочуття, полегшенням депресії, вищою якістю життя та покращенням загального здоров'я.
Американський коледж медицини способу життя заявив, що дієта може досягти ремісії у багатьох дорослих із діабетом 2 типу, якщо використовувати як основне втручання цілі рослинні продукти з мінімальним споживанням м'яса та інших продуктів тваринного походження. Залишається потреба в більшій кількості рандомізованих контрольованих досліджень «для оцінки стійких дієтичних втручань на рослинній основі з використанням цільних або мінімально оброблених продуктів як основного засобу лікування діабету з метою ремісії».

### Рак
Рослинні дієти пов'язані зі зниженим ризиком колоректального раку та раку простати. Вегетаріанська дієта пов'язана з нижчою захворюваністю на рак (-8 %). Здається, веганська дієта знижує ризик захворюваності на рак на -15 %. Однак не було покращення смертності від раку.

### Мікробіом
Попередні дослідження показують, що рослинна дієта може покращити мікробіом кишечника.

### Серцево-судинні захворювання
Огляд проспективних когортних досліджень 2022 року показав, що вегетаріанська дієта пов'язана зі зниженням ризику серцево-судинних захворювань на 15 % і ішемічної хвороби серця на 21 %, але не впливає на ризик інсульту; для веганських дієт було виявлено лише знижений ризик ішемічної хвороби серця.
Інші огляди показали, що рослинні дієти, включаючи веганські та вегетаріанські дієти, можуть знизити ризик серцево-судинних захворювань, включаючи артеріальний тиск і рівень ліпідів у крові. Рандомізовані клінічні випробування також показали, що зниження артеріального тиску (приблизно на 4 мм рт. ст.), пов'язане з веганською дієтою без обмеження калорійності, можна порівняти зі зниженням, яке спостерігається при дієтичних практиках, рекомендованих медичними товариствами, і використанні дієти з обмеженням порцій.
Попередні дані свідчать про те, що люди, які довго дотримуються веганської дієти, демонструють покращення серцево-судинних і метаболічних факторів ризику.

### Здоров'я кісток
Вплив рослинної дієти на здоров'я кісток не доведений. Попередні дослідження показують, що споживання рослинної дієти може бути пов'язане зі зниженням щільності кісток, фактором ризику переломів.

### Запалення
Рослинні дієти вивчаються на предмет їх здатності зменшувати запалення. С-реактивний білок  –  біомаркер запалення  –  може бути знижений шляхом споживання рослинної дієти, особливо у людей з ожирінням.

### Смертність
В огляді за 2020 рік зазначено, що раціон харчування, заснований на споживанні овочів, фруктів, бобових, горіхів, цільного зерна, ненасичених рослинних олій, риби, нежирного м'яса або птиці, з низьким вмістом переробленого м'яса, молочних продуктів з високим вмістом жиру, рафінованих вуглеводів або солодощів, асоціюється зі зниженням ризику смертності від усіх причин.

### Фізична працездатність
У мета-аналізі, опублікованому в Інтернеті в 2023 році, було показано, що рослинні дієти мають помірний позитивний вплив на аеробну продуктивність і не впливають на силові показники.

## Стійкі дієти
Біомаса ссавців на Землі
Існує консенсус науковців, що рослинна дієта забезпечує менші викиди парникових газів, землекористування та втрату біорізноманіття. Крім того, схеми харчування, які знижують пов'язану з дієтою смертність, також сприяють екологічній стійкості.
Оскільки значний відсоток сільськогосподарських культур у всьому світі використовується для годівлі худоби, а не людей, споживання меншої кількості продуктів тваринного походження допомагає обмежити зміну клімату (наприклад, через дієти з низьким вмістом вуглецю) і втрату біорізноманіття. Особливо яловичина, баранина та сир мають дуже високий вуглецевий слід. У той час як вирощування сої є «основним чинником вирубки лісів у басейні Амазонки», переважна більшість посівів сої використовується для споживання худобою, а не людиною. Перехід на рослинні дієти може також зменшити кількість тварин, які вирощуються та вбиваються для їжі на промислових фермах.

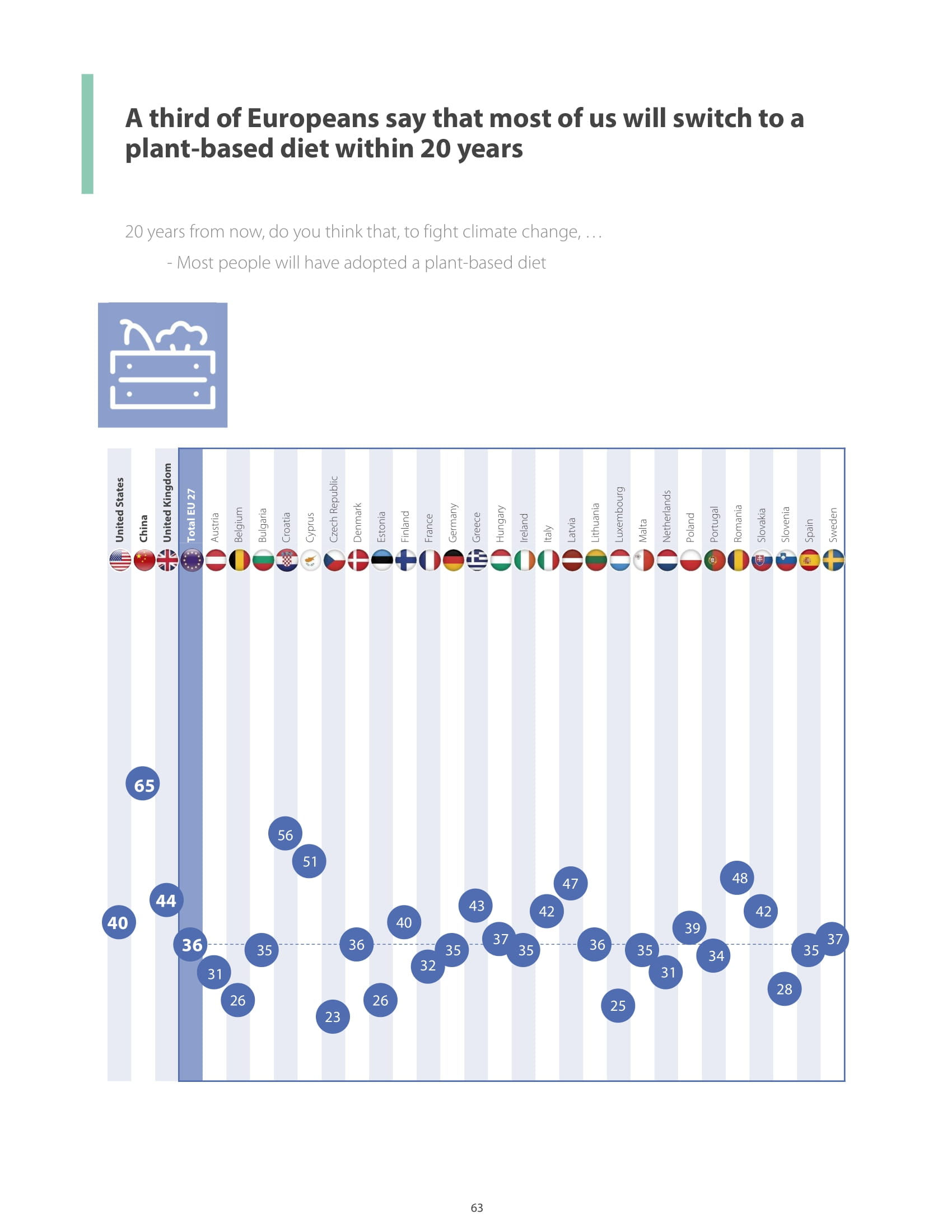
Європейські респонденти кліматичного опитування, проведеного в 2021—2022 роках Європейським інвестиційним банком, кажуть, що більшість людей перейдуть на рослинну дієту протягом 20 років, щоб допомогти навколишньому середовищу.

Дослідження шести дієт, проведені у 2019 році, показали, що рослинні дієти є більш екологічно чистими, ніж дієти з більшою кількістю продуктів тваринного походження. З шести взаємовиключних дієт; люди, які дотримувались веганської, вегетаріанської та пескетаріанської дієти, мали нижчий харчовий вуглецевий слід, ніж типові всеїдні дієти, тоді як ті, хто мав «палеолітичні» та кетогенні дієти, мали вищі викиди вуглецю через продукти тваринного походження.
Дослідження 2020 року показало, що наслідки пом'якшення кліматичних змін від переходу світового виробництва та споживання продуктів харчування на рослинні дієти, які в основному складаються з продуктів, які потребують лише невеликої частини землі, і викидів CO2, необхідних для м'яса та молочних продуктів, можуть компенсуватися. Викиди CO2 дорівнюють викидам викопного палива за останні 9-16 років у країнах, які вони поділяють на 4 типи. Дослідники також надали карту приблизних регіональних можливостей.
Перехід від споживання м'яса до рослинної дієти може бути можливим через соціальне зараження, за допомогою якого поведінка, емоції чи умови спонтанно поширюються групою чи мережею. Дослідження Інституту Макса Планка, проведене у 2020 році, показало, що коли м'ясоїдів супроводжують вегетаріанці, і вони мають вибір між стравами з м'ясом і без нього, вони з більшою ймовірністю оберуть вегетаріанську страву. Ця ймовірність зростає зі збільшенням кількості вегетаріанців, які супроводжують м'ясоїдів. Після того, як достатня кількість людей зазнає впливу, спільнота може досягти переломного моменту, коли більшість людей переходить до нової звички; дослідження 2018 року, опубліковане в журналі Nature, стверджує, що лише 25 відсотків населення змогли переломити позицію більшості.
За звітом Chatham House за 2021 рік, підтриманим Програмою ООН з навколишнього середовища, для зменшення втрати біорізноманіття та впливу людини на навколишнє середовище знадобиться перехід до «переважно рослинного харчування». У звіті говориться, що тваринництво має найбільший вплив на навколишнє середовище: близько 80 % усіх сільськогосподарських угідь у світі використовуються для вирощування великої рогатої худоби, овець та інших тварин, які використовуються людьми в їжу. Перехід до рослинного харчування звільнить землю для відновлення екосистем і процвітання біорізноманіття.
Дослідження 2022 року, опубліковане в Nature Food, показало, що якщо країни з високим рівнем доходу перейдуть на рослинну дієту, великі ділянки землі, які використовуються для тваринництва, зможуть повернутися до свого природного стану, що, у свою чергу, може призвести до 100 мільярдів тонн CO2 з атмосфери до кінця століття. Близько 35 % усієї придатної для життя землі в усьому світі використовується для розведення тварин, які використовуються людьми для виробництва їжі.
Дослідження 2023 року, опубліковане в Nature Food, показало, що веганська дієта значно зменшує вплив виробництва їжі на навколишнє середовище, наприклад, скорочує викиди, забруднення води та землекористування на 75 %, скорочує знищення дикої природи на 66 % і споживання води на 54 %. Інше дослідження, опубліковане в тому ж році в Nature Communications, показало, що заміна половини споживаної населенням світу яловичини, курки, молочних продуктів і свинини на рослинні альтернативи може скоротити площу землі, яка використовується для сільського господарства, майже на третину, призвести до вирубки лісів. майже зупинити, відновити біорізноманіття та скоротити викиди ПГ від сільського господарства на 31 % до 2050 року. Однак у звіті також зазначається, що зростання населення та зростання достатку, за прогнозами, збільшать попит на продукти тваринного походження, що може мати негативний вплив на навколишнє середовище.

## Політика
Для досягнення кліматичних цілей, вирішення проблем громадського здоров'я та захисту добробуту тварин необхідно скоротити споживання м'яса та перейти до більшої кількості рослинних дієт. Було проведено дослідження щодо того, як найкраще сприяти такій зміні споживчої поведінки.
Деякі громадські організації охорони здоров'я виступають за рослинну дієту через низький екологічний слід. До них належать Шведське харчове агентство у своїх дієтичних рекомендаціях і група дослідників Lancet, які пропонують здорову планетарну дієту. Веганська кліматична активістка Грета Тунберг також закликала до збільшення виробництва та споживання рослинної їжі в усьому світі. У звіті Стокгольмського інституту навколишнього середовища та Ради з питань енергетики, навколишнього середовища та води за 2022 рік захист добробуту тварин і впровадження рослинних дієт включено до переліку рекомендацій, які допоможуть пом'якшити екологічні та соціальні кризи, які доводять світ до «точки кипіння».
Данія та Південна Корея у 2023 році оголосили про плани дій на основі рослин.